# ۱ ذی‌القعده
۱ ذیقعده، اولین روز از ماه ذیقعده در تقویم هجری قمری است.
در تقویم هجری قمری قراردادی این روز دویست و نود و ششمین روز سال است.

## مناسبت‌ها
- روز دختران در ایران با توجه به تولد فاطمه بنت موسی (معصومه) (۱۷۳ قمری) آغاز دهه کرامت
- آغاز هفتهٔ حج

## رویدادها
- ۶۵۴ - انقراض فرمانروایی اسماعیلیان در ایران توسط «هلاکوخان مغول».

## زادگان
- ۱۷۳ ‐ فاطمه بنت موسی (معصومه)[۱]

## درگذشتگان
- ۱۷۷ - درگذشت «شریک بن عبداللَّه نَخَعی» محدث و فقیه.
- ۱۳۷۷ - آنتون عریضه، پاتریارک مارونی و زبان‌شناس لبنانی.